# Mihran Hakobján
Mihran Hakobján (örményül: Միհրան Հակոբյան ) (Sztepanakert, 1984. február 18. –) örmény szobrász.

## Élete
1984. február 18-án született a vitatott státuszú Hegyi-Karabah fővárosában Sztepanakertben.  2000 és 2006 között a Jereváni Nemzeti Művészeti Akadémián tanult szobrásznak. Már diákkorától részt vett alkotásaival különböző kiállításokon. Dolgozott Örményországban és Oroszországban is. 2011-ben részt vett az Örményországban rendezett szobrász szimpóziumon.
2010 és 2013 között Lengyelországban a Collegium Polonicum nemzetközi képzésén vett részt Słubicében. 2011 óta számítógépes animációkkal is foglalkozik. Ő a szerzője több a Collegium Polonicum által támogatott gyurma animációnak. 2013-ban az Esernyő című animációs filmje Moszkvában elnyerte a Short Film Fund közönségdíját. Az ő alkotása a 2014-ben Słubicében felavatott Wikipédia-emlékmű.

## Díjai
- A Kulczyk család alapítványi díja (2011)
- A Short Film Fund közönségdíja Moszkva (2013)